# Paul Berger (Bildhauer)
Paul Berger (* 8. April 1889 in Zwickau; † 30. März 1949 in Dresden) war ein deutscher Bildhauer.

## Leben
Paul Berger kam in Zwickau als Sohn eines Maurers und späteren Bauunternehmers zur Welt. Nach der Volksschule folgte eine Maurerlehre in Zwickau, 1905 ein Studium an der Kunstgewerbeschule Dresden. Von 1906 bis 1912 studierte er an der Dresdner Kunstakademie und war dort Meisterschüler bei Georg Wrba und Georg Türke. Im Jahr 1912 erhielt er für eine Christusfigur den Rompreis mit anschließendem zweijährigen Studienaufenthalt in Rom. Berger kehrte 1914 nach Dresden zurück, zog jedoch in den Krieg. Im Jahr 1918 kam er aus dem Ersten Weltkrieg mit schweren Verwundungen zurück. Eine akute Gehbehinderung konnte er nicht auskurieren; sie belastete ihn sehr bei seiner lebensbejahenden künstlerischen Arbeit. Ab 1919 arbeitete er freischaffend in Dresden, 1920 folgte eine dreimonatige Kurreise, gestiftet vom Künstlerhilfsbund, nach Acireale am Fuße des Ätna in Italien. Von 1922 bis 1945 war er Professor an der Dresdner Kunstakademie. In der Zeit des Nationalsozialismus war er Mitglied der Reichskammer der bildenden Künste. Er nahm in dieser Zeit an mindestens elf Ausstellungen teil, darunter 1942 und 1944 mit je einem Werk an den Großen Deutschen Kunstausstellungen in München.
1945 verlor Berger sein Atelier und eine Vielzahl seiner Werke durch die Bombardierungen Dresdens. Nach Kriegsende arbeitete er wieder als freischaffender Künstler in Dresden. Vom Freien Deutschen Gewerkschaftsbund (FDGB) erhielt er 1949 den Auftrag, eine Bergmannsfigur als Abbild von Adolf Hennecke zu schaffen. Persönlich begegneten sie sich in Zwickau, doch seine letzte Arbeit blieb unvollendet. Paul Berger starb infolge seiner kriegsbedingten Krankheit und wurde auf dem Urnenhain Tolkewitz in Dresden bestattet. Bergers Haus und Atelier im Bauhausstil am Elbufer in Kleinzschachwitz wurden 1951 dem Bildhauer Johannes Friedrich Rogge zugewiesen.

## Ehrungen
- 1912 Rompreis für seine Christusfigur[2]
- 1928 Bronzemedaille für die Figur Eisläuferin bei den Olympischen Spielen in Amsterdam[2]

## Werke, Auswahl

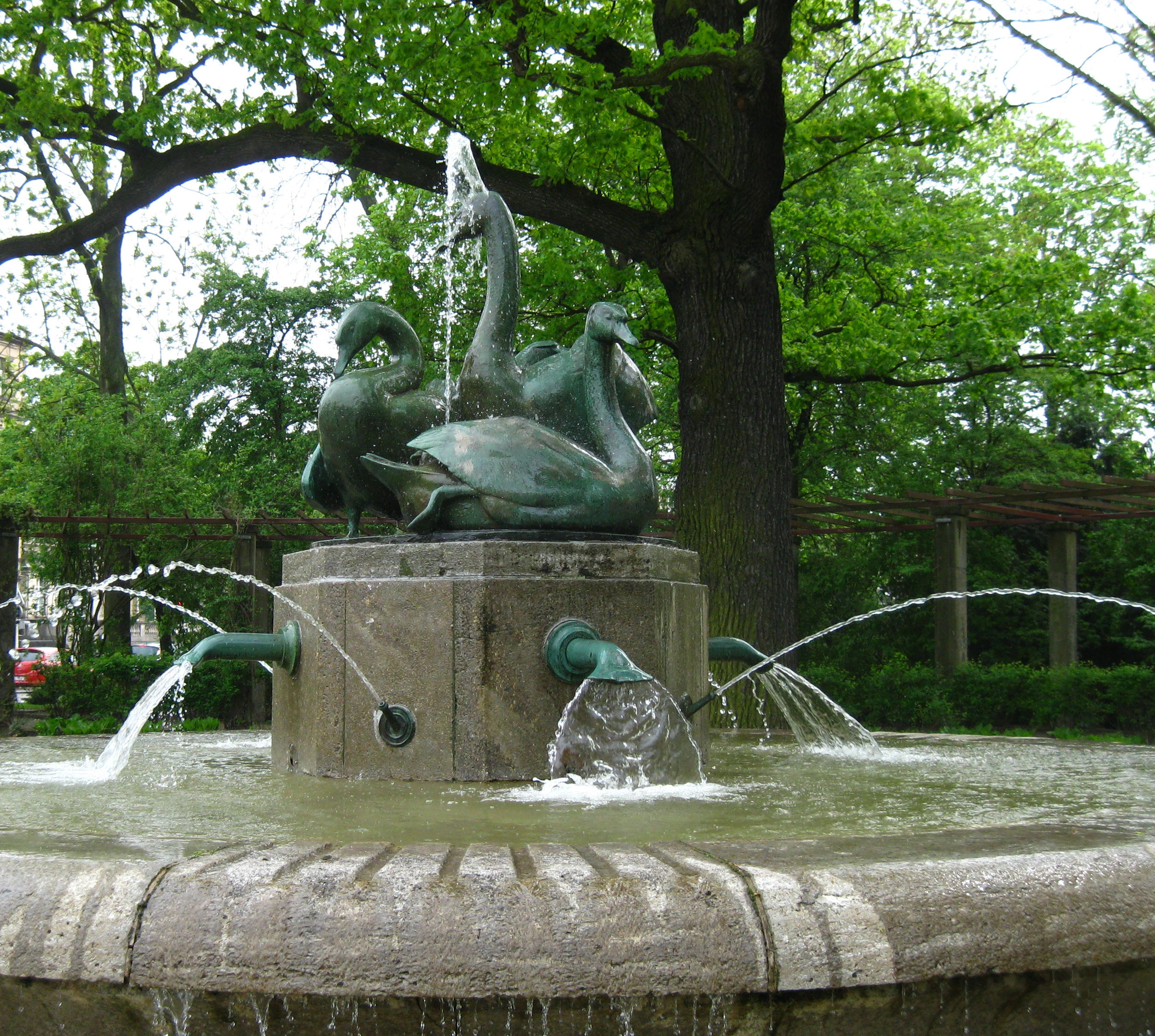
Schwanenbrunnen in Zwickau

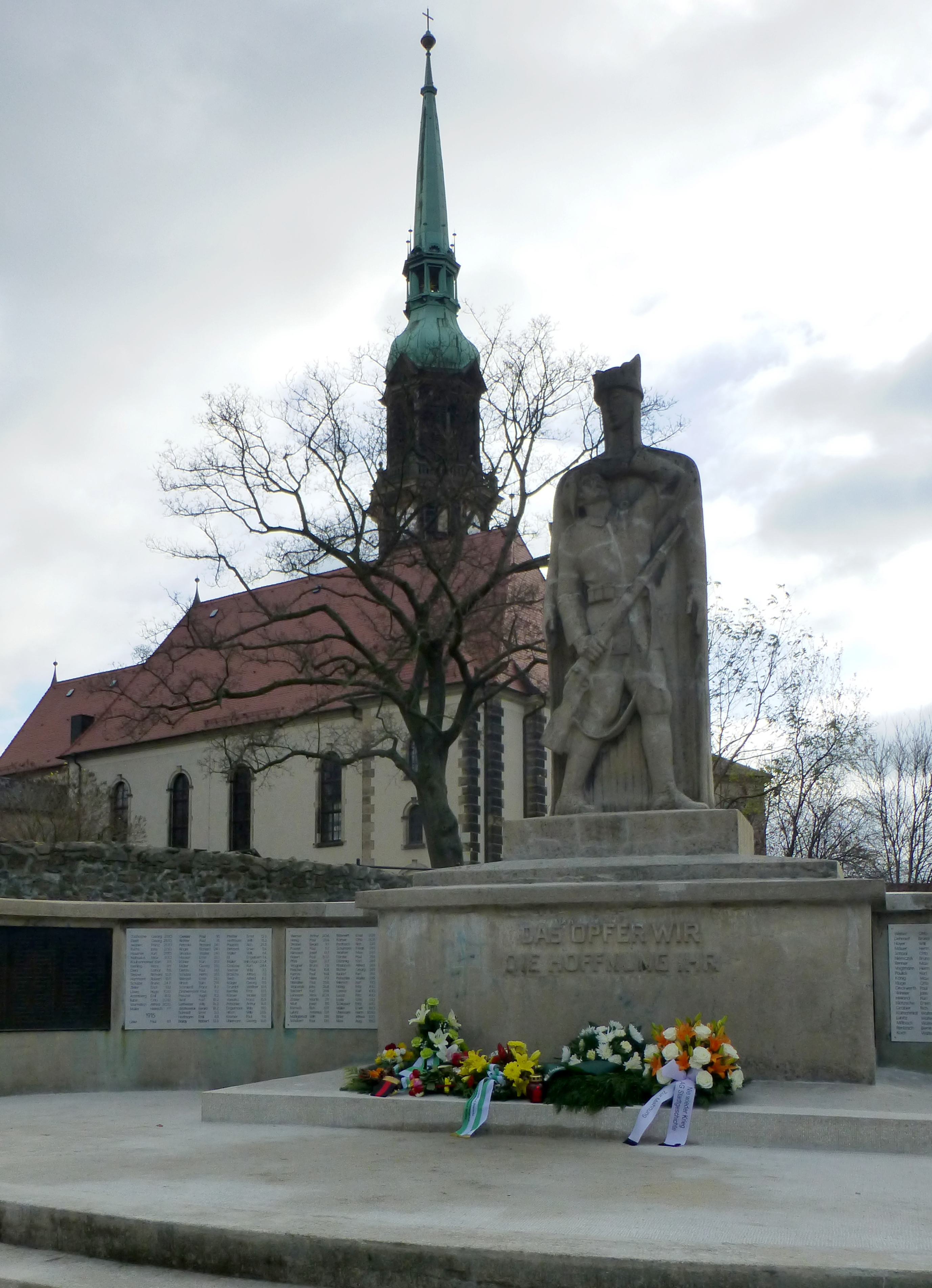
Ehrenmal für die Gefallenen des Ersten Weltkrieges in Radeberg nach der Restaurierung 2017 (Hintergrund: Stadtkirche)

- 1912 Figur Christus (Rompreis), Akademiebesitz Dresden.[2]
- 1913 Bronzebüste des Dresdner Malers Oehme, Staatliche Kunstsammlungen Dresden
- 1922 Regiments-Kriegerdenkmal 1914–18 des Infanterie-Regiments (9. Sächsisches) Nr. 133 in Zwickau
- 1926 Bronzeplastik Eisläuferin, Albertinum Dresden
- 1927 Ehrenmal für die Gefallenen des Ersten Weltkrieges in Radeberg am Kirchgemeindehaus
- 1928 Bronzefigur Mädchen (Diana) mit Hirschkuh, Grassi-Museum Leipzig
- 1928 Bronzefigur Die Überraschte, Lingner-Park, Deutsches Hygiene-Museum Dresden
- 1932 Bronzefigur Der Trinkende, Dresden
- 1932 Figur aus Kunststein Mutter Erde, Deutsches Hygiene-Museum Dresden
- 1934 Porzellanmodell Kohlenbergmann, Besitz Porzellanmanufaktur Meißen
- 1935 Bronzefigur Hammermeister, Volksrepublik China
- 1935 Schwanenbrunnen aus Bronze in Zwickau
- 1936 Bronzefigur Bergmann, Privatbesitz
- 1936 Sandsteinplastik Fischerei, Elbwiesen Dresden (Narrenhäusel), 1945 zerstört
- 1938 Sandsteinfigur für den Brunnen in Bad Elster
- 1939 Bronzefigur Stehender Bergmann, Transformatorenwerk Dresden
- Fechter (Statue; ausgestellt 1942 auf der Großen Deutschen Kunstausstellung)[3]
- 1940 Marmorbüste J. G. Fichte, Walhalla Nürnberg
- 1942 Sandsteinfiguren Orpheus und Eurydike, Staatsoper Dresden
- 1944 Figur Stehender Bergmann, 1945 bei den Bombardierungen Dresdens zerstört
- 1947 Bronzeplastik Auferstehung, Urnenhain Dresden
- 1947 Jüngling (Statuette, 90 cm)[4]
- 1947 Sinnende (getönter Gips)[5]
- 1947 Kumpel (Gips, 50 cm)[6]

## Weitere Ausstellungen (unvollständig)
- 1946: Dresden, Allgemeine Deutsche Kunstausstellung
- 1947: Dresden, Erste Ausstellung Dresdner Künstler

Posthum:
- 1954: Zwickau, Städtisches Museum („Künstler aus Zwickau“)[7]